# جوش ديفيس

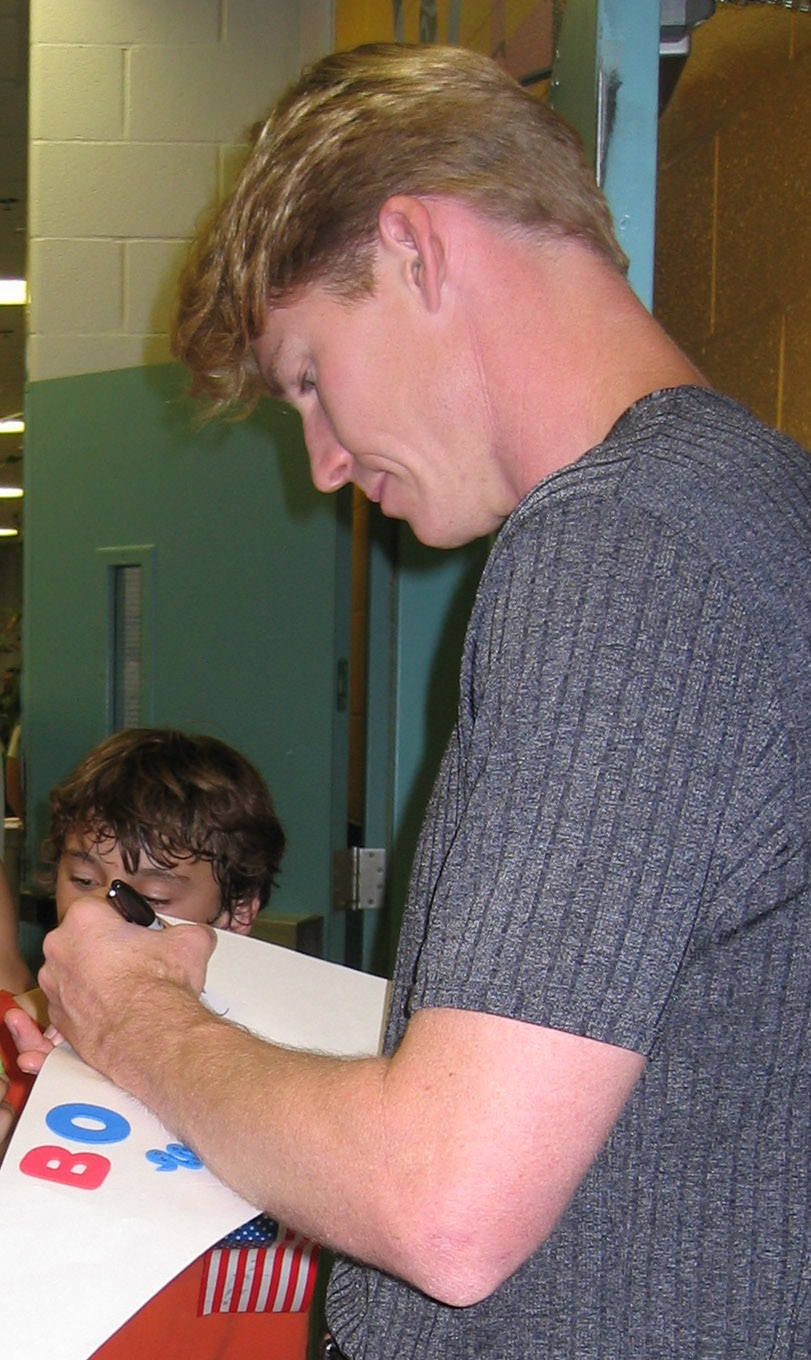
جوش ديفيس.

جوش ديفيس (Josh Davis) هو لاعب أولمبي لرياضة السباحة من الولايات المتحدة. شارك في الأولمبياد الصيفي في 1996–2000، وفاز بما مجموعه 5 ميداليات.

## الميداليات
| ذهب | فضة | برونز | المجموع |
| 3   | 2   | 0     | 5       |

## روابط خارجية
- جوش ديفيس على موقع الاتحاد الدولي للسباحة (الإنجليزية)
- جوش ديفيس على موقع أوليمبيديا (الإنجليزية)